# Slaget vid Desna
Slaget vid Desna, även känt som Övergången vid Desna, var en tredagarsoperation som ägde rum mellan 1 och 3 november 1708 (enligt den svenska kalendern) under kung Karl XII:s ryska fälttåg under det stora nordiska kriget. Den svenska armén under Karl XII försökte förhindra ryssarna från att inta staden Baturyn genom att korsa floden Desna, som försvarades av en rysk styrka på 4 000 man under befäl av Ludwig Nicolaus von Hallart. Den 1 november försökte svenskarna bygga en bro över floden, men när ryssarna började beskjuta dessa gick broarbetet ytterst långsamt. Den 2 november korsades floden av Berndt Otto Stackelberg med 600 man på flottar för att täcka det pågående brobygget. Ryssarna gjorde ett motanfall men blev tillbakaslagna av de underlägsna svenska försvararna. Ryssarna retirerade den 3 november och förlorade sammanlagt 356 döda och 1 000 sårade soldater. Övergången lyckades och har ofta jämförts med Alexander den stores övergång av floden Granikos. Men svenskarna kom för sent för att försvara Baturyn och staden hade redan förstörts av de stormande ryssarna.